# Färlöv
 Der er for få eller ingen kildehenvisninger i denne artikel, hvilket er et problem. Du kan hjælpe ved at angive troværdige kilder til de påstande, som fremføres i artiklen.

Färlöv er en by i Kristianstads kommune i Skåne Län i Sverige. Byen har 1.026 indbyggere (2010).

## Historie
Byen brændtes ned af svenskerne den 6. februar 1612 under Kalmarkrigen og af danskerne den 31. juli 1678 under Den Skånske Krig. Da brændte hele byen ned ud over Klockaregården.
I 1997 blev en runesten, Färlövstenen fra 800-tallet, opdaget i Färlöv.

## Färlövs Sogn
Färlövs socken er et matrikelsogn i Östra Göinge herred i Skåne.
I 1862 overtog Färlövs församling ansvaret for de kirkelige sager, mens den nyoprettede Färlövs landskommun overtog de verdslige sager.
I 2003 blev Färlövs församling en del af Araslövs församling. Den delvist restaurerede ødekirke i Araslöv ejes Kungliga Vitterhets Historie och Antikvitets Akademien og forvaltes af Riksantikvarieämbetet.
Färlövs landskommun blev indlemmet i Araslövs landskommun i 1952 og i Kristianstads stad i 1967. Siden 1971 er Färlöv Sogn er del af Kristianstads kommun.
56°04′21″N 14°05′17″Ø / 56.072629°N 14.088013°Ø